# Khloé et Lamar
Khloé et Lamar (Khloé and Lamar) est une émission de télé réalité américaine en 20 épisodes de 22 minutes produite par Ryan Seacrest qui a été diffusé du 10 avril 2011 au 13 mai 2012 sur E! aux États-Unis et au Canada. La série est le troisième spin-off de L'Incroyable Famille Kardashian.

## Synopsis
Khloé & Lamar suit la vie de couple de Khloé Kardashian et Lamar Odom. La série s'intéresse au business des époux, mais aussi à leur vie personnelle et leur problème de fertilité. Leur entourage est également au centre de l'émission, le frère de Khloé, Rob, cherche ce qu'il va faire de sa vie, tout en développant une amitié améliorée avec la meilleure amie de sa sœur, Malika. Celle-ci commence d'ailleurs à se lasser d'être l'assistante de son amie et à vivre dans son ombre. Le meilleur ami de Lamar, Jamie, crée des tensions au sein du couple, Khloé pensant que celui-ci abuse de la confiance de son mari.

## Distribution
- Khloé Kardashian - Star de télé-réalité, membre de la famille Kardashian et épouse de Lamar Odom.
- Lamar Odom - Époux de Khloé et basketteur professionnel. Il est actuellement membre de l'équipe des Clippers de Los Angeles.
- Rob Kardashian - Le petit frère de Khloé, vivant chez Khloé et Lamar.
- Malika Haqq - La meilleure amie de Khloé. Malika et sa sœur jumelle, Khadijah, sont toutes les deux actrices.
- Jamie Sangouthai - Le meilleur ami de Lamar. Il réside dans un loft à côté de chez les Odom. Il était le témoin de Lamar à son mariage et travaillait pour sa marque de vêtements Rich Soil.

## Épisodes

### Première saison (2011)
1. Le beau-père (The Father-In-Law)
2. L'ami de trop (Codependent No More)
3. Range ta chambre (Lamar is a Dirty Boy)
4. La rupture (The Break-Up)
5. Le parfum (Unbreakable)
6. Le retour du père (The Return of Joe Odom)
7. Amitié et business (Jamie 9-1-1)
8. Baby Blues (Baby Blues)

### Deuxième saison (2012)
La deuxième saison a été diffusée dès le 19 février 2011 aux États-Unis et au Canada.
1. Jamais sans mon pote (A Fine Bromance)
2. Les insomnies de Lamar (Rock-a-Bye Lam Lam)
3. Règlements de compte (Cuffed)
4. Profession acteur (No Turkey for Khloé?)
5. Le passé de mon père (PTSD)
6. Le transfert (The Trade)
7. L'arrivée à Dallas (Alone Star State of Mind)
8. Sous pression (Under Pressure)
9. Lamar contre les Lakers (Lamar vs. Lakers)
10. Réunion de famille (Family Reunion)
11. Les problèmes de Rob (Compulsive Behavior)
12. Le test ADN (The Truth Will Set You Free)